# Toppserien
Toppserien – najwyższa w hierarchii klasa kobiecych ligowych rozgrywek piłkarskich w Norwegii, będąca jednocześnie najwyższym szczeblem centralnym (I poziom ligowy), utworzona w 1984 roku i zarządzana przez Norges Fotballforbund (NFF). Zmagania w jej ramach toczą się cyklicznie (co sezon) i przeznaczone są dla 10 najlepszych krajowych klubów piłkarskich. Jej triumfator zostaje Mistrzem Norwegii, zaś najsłabsza drużyna jest relegowana do 1. divisjon (II ligi norweskiej), a z przedostatniego miejsca walczy w barażach z wicemistrzem 1.dywizji o uniknięcie spadku do niższej klasy rozgrywkowej. Tak jak Norwegia w rankingu UEFA zajmuje pozycję od 7 do 16 najlepszych kobiecych związków, to mistrz oraz drużyna z drugiego miejsca grają w Lidze Mistrzyń UEFA. 

## Historia
Pierwsze oficjalne rozgrywki piłki nożnej kobiet na poziomie regionalnym odbyły się w sezonie 1977, w którym drużyny walczyły w lokalnych ligach na południu kraju, nie organizowano meczu finałowego. W 1979 ligi te pełniły funkcję kwalifikacji do ligi regionalnej z Południa ("Sør"). Regionalne ligi kobiet rozgrywano do 1984 roku, a w 1983 nawet odbyła się dogrywka o mistrzostwo pomiędzy zwycięzcami środkowej i wschodniej Norwegii (Trondheims-ørn pokonało Setskog 2:1), ale mistrzostwa te zostały uznane przez władze Norweskiego Związku Piłki Nożnej za nieoficjalne. W 1984 roku powstała 1. divisjon, która została podzielona na trzy regiony: Grupa Wschodnia Norwegia (Östlandet), Grupa Zachodnia Norwegia (Vestlandet) i Grupa Środkowa Norwegia (Trøndelag). Żadna drużyna z północnej Norwegii (Nord-Norge) nie zgłosiła się jednak do rozgrywek. Zwycięzcy trzech grup spotkali się ze sobą w turnieju finałowym. W 1986 roku dodano grupę dla Północnej Norwegii. Pojedyncza ogólnokrajowa pierwsza liga została wprowadzona w 1987 roku, w której brały udział drużyny z całego kraju. W 1996 została utworzona Eliteserien, a 1. divisjon została zdegradowana do drugiego poziomu. Od sezonu 2000 mistrzem zostawał zwycięzca przemianowanej Toppserien.

## System rozgrywek
Rozgrywki składają się z kolejek spotkań rozgrywanych pomiędzy drużynami systemem kołowym. Drużyny spotykają się ze sobą trzykrotnie, dwa mecze - jeden w roli gospodarza, drugi jako goście, w trzecim meczu gospodarz jest losowany zgodnie z systemem zapewniającym wyrównanie liczby meczów u siebie/na wyjeździe. Od sezonu 2020 w lidze uczestniczą 10 zespołów. Zwycięzca po 27 kolejkach zostaje tegorocznym mistrzem ligi i Norwegii. Przedostatnia drużyna gra w barażach (u siebie/na wyjeździe) o utrzymanie z wicemistrzem drugiej ligi, a drużyna z ostatniego dziesiątego miejsca spada bezpośrednio do 1. divisjon.

## Skład ligi w sezonie 2024
| Klub         | Miasto       |
| ------------ | ------------ |
| Arna-Bjørnar | Bergen       |
| Brann        | Bergen       |
| Kolbotn      | Nordre Follo |
| LSK Kvinner  | Lillestrøm   |
| Lyn          | Oslo         |
| Rosenborg    | Trondheim    |
| Røa          | Oslo         |
| Stabæk       | Bærum        |
| Vålerenga    | Oslo         |
| Åsane        | Bergen       |

## Mistrzowie i pozostali medaliści
| Sezon                                                 | K | K | T | Mistrz         | Wicemistrz     | III miejsce       | Br. | Król strzelców                                                                          | Uwagi              |
| 1. dywizja kobiet (norw. 1. divisjon for kvinner)     |   |   |   |                |                |                   |     |                                                                                         |                    |
| 1984                                                  |   |   | 1 | Sprint/Jeløy   | Trondheims-Ørn | Nymark            |     |                                                                                         | 9 klubów           |
| 1985                                                  |   |   | 1 | Nymark         | Asker          | Trondheims-Ørn    |     |                                                                                         | 10 klubów          |
| 1986                                                  |   |   | 2 | Sprint/Jeløy   | Troll          | Klepp, Grand Bodø |     |                                                                                         | 10 klubów          |
| 1987                                                  |   |   | 1 | Klepp          | Sprint/Jeløy   | Asker             | 14  | Lisbeth Bakken (Sprint-Jeløy)                                                           | 10 klubów          |
| 1988                                                  |   |   | 1 | Asker          | Klepp          | Trondheims-Ørn    | 22  | Linda Medalen (Asker)                                                                   | 10 klubów          |
| 1989                                                  |   |   | 2 | Asker          | Sprint/Jeløy   | Klepp             | 19  | Gunn Nyborg (Asker)                                                                     | 10 klubów          |
| 1990                                                  |   |   | 3 | Sprint/Jeløy   | Asker          | Klepp             | 23  | Petra Bartelmann (Asker)                                                                | 10 klubów          |
| 1991                                                  |   |   | 3 | Asker          | Sprint/Jeløy   | Sandviken         | 29  | Linda Medalen (Asker)                                                                   | 10 klubów          |
| 1992                                                  |   |   | 4 | Asker          | Setskog/Høland | Sprint/Jeløy      | 22  | Petra Bartelmann (Asker)                                                                | 10 klubów          |
| 1993                                                  |   |   | 4 | Sprint/Jeløy   | Trondheims-Ørn | Asker             | 26  | Randi Leinan (Trondheims-Ørn)                                                           | 10 klubów          |
| 1994                                                  |   |   | 1 | Trondheims-Ørn | Asker          | Sprint/Jeløy      | 24  | Kristin Sandberg (Asker)                                                                | 10 klubów          |
| 1995                                                  |   |   | 2 | Trondheims-Ørn | Setskog/Høland | Sandviken         | 31  | Randi Leinan (Trondheims-Ørn)                                                           | 10 klubów          |
| Seria elitarna kobiet (norw. Eliteserien for kvinner) |   |   |   |                |                |                   |     |                                                                                         |                    |
| 1996                                                  |   |   | 3 | Trondheims-Ørn | Sandviken      | Asker             | 27  | Randi Leinan (Trondheims-Ørn)                                                           | 10 klubów          |
| 1997                                                  |   |   | 4 | Trondheims-Ørn | Asker          | Klepp             | 24  | Ragnhild Gulbrandsen (Trondheims-Ørn)                                                   | 10 klubów          |
| 1998                                                  |   |   | 5 | Asker          | Trondheims-Ørn | Athene Moss       | 36  | Marianne Pettersen (Asker)                                                              | 10 klubów          |
| 1999                                                  |   |   | 6 | Asker          | Trondheims-Ørn | Klepp             | 23  | Kjersti Thun (Asker)                                                                    | 10 klubów          |
| Seria najwyższa kobiet (norw. Toppserien for kvinner) |   |   |   |                |                |                   |     |                                                                                         |                    |
| 2000                                                  |   |   | 5 | Trondheims-Ørn | Asker          | Kolbotn           | 24  | Kjersti Thun (Asker), Ragnhild Gulbrandsen (Trondheims-Ørn)                             | 10 klubów          |
| 2001                                                  |   |   | 6 | Trondheims-Ørn | Kolbotn        | Arna-Bjørnar      | 31  | Ragnhild Gulbrandsen (Trondheims-Ørn)                                                   | 10 klubów          |
| 2002                                                  |   |   | 1 | Kolbotn        | Asker          | Trondheims-Ørn    | 22  | Marianne Pettersen (Asker)                                                              | 10 klubów          |
| 2003                                                  |   |   | 7 | Trondheims-Ørn | Kolbotn        | Asker             | 15  | Marianne Pettersen (Asker), Solveig Gulbrandsen (Kolbotn), Bente Musland (Arna-Bjørnar) | 10 klubów          |
| 2004                                                  |   |   | 1 | Røa            | Trondheims-Ørn | Fløya             | 20  | Kristy Moore (Fløya)                                                                    | 10 klubów          |
| 2005                                                  |   |   | 2 | Kolbotn        | Team Strømmen  | Fløya             | 18  | Tone Heimlund (Fløya)                                                                   | 10 klubów          |
| 2006                                                  |   |   | 3 | Kolbotn        | Trondheims-Ørn | Røa               | 19  | Elise Thorsnes (Arna-Bjørnar), Tonje Hansen (Kolbotn)                                   | 10 klubów          |
| 2007                                                  |   |   | 2 | Røa            | Kolbotn        | Asker             | 22  | Melissa Wiik (Asker)                                                                    | 12 klubów          |
| 2008                                                  |   |   | 3 | Røa            | Team Strømmen  | Asker             | 22  | Kristy Moore (Fløya)                                                                    | 12 klubów          |
| 2009                                                  |   |   | 4 | Røa            | Stabæk         | Kolbotn           | 20  | Lene Mykjåland (Røa)                                                                    | 12 klubów          |
| 2010                                                  |   |   | 1 | Stabæk         | Røa            | Kolbotn           | 21  | Lise Klaveness (Stabæk)                                                                 | 12 klubów          |
| 2011                                                  |   |   | 5 | Røa            | Stabæk         | Kolbotn           | 27  | Elise Thorsnes (Røa)                                                                    | 12 klubów          |
| 2012                                                  |   |   | 1 | LSK Kvinner    | Stabæk         | Arna-Bjørnar      | 25  | Isabell Herlovsen (LSK Kvinner)                                                         | 12 klubów          |
| 2013                                                  |   |   | 2 | Stabæk         | LSK Kvinner    | Arna-Bjørnar      | 19  | Elise Thorsnes (Stabæk)                                                                 | 12 klubów          |
| 2014                                                  |   |   | 2 | LSK Kvinner    | Stabæk         | Arna-Bjørnar      | 20  | Debinha (Avaldsnes)                                                                     | 12 klubów          |
| 2015                                                  |   |   | 3 | LSK Kvinner    | Avaldsnes      | Røa               | 19  | Isabell Herlovsen (LSK Kvinner)                                                         | 12 klubów          |
| 2016                                                  |   |   | 4 | LSK Kvinner    | Avaldsnes      | Stabæk            | 30  | Isabell Herlovsen (LSK Kvinner)                                                         | 12 klubów          |
| 2017                                                  |   |   | 5 | LSK Kvinner    | Avaldsnes      | Stabæk            | 18  | Guro Reiten (LSK Kvinner)                                                               | 12 klubów          |
| 2018                                                  |   |   | 6 | LSK Kvinner    | Klepp          | Arna-Bjørnar      | 21  | Guro Reiten (LSK Kvinner)                                                               | 12 klubów          |
| 2019                                                  |   |   | 7 | LSK Kvinner    | Vålerenga      | Klepp             | 17  | Kennya Cordner (Sandviken)                                                              | 12 klubów          |
| 2020                                                  |   |   | 1 | Vålerenga      | Rosenborg      | Avaldsnes         | 10  | Njoya Nkout (Vålerenga)                                                                 | 10 klubów          |
| 2021                                                  |   |   | 1 | Sandviken      | Rosenborg      | LSK Kvinner       | 13  | Emilie Haavi (LSK Kvinner)                                                              | 10 klubów          |
| 2022                                                  |   |   | 2 | Brann          | Vålerenga      | Rosenborg         | 19  | Elise Thorsnes (Vålerenga)                                                              | 10 klubów; 2 rundy |
| 2023                                                  |   |   | 2 | Vålerenga      | Rosenborg      | LSK Kvinner       | 13  | Anna Aahjem (Lyn), Olaug Tvedten (Vålerenga)                                            | 10 klubów          |
| 2024                                                  |   |   |   |                |                |                   |     |                                                                                         | 10 klubów          |

## Statystyka

### Klasyfikacja według klubów
W dotychczasowej historii Mistrzostw Norwegii na podium oficjalnie stawało w sumie 16 drużyn. Liderem klasyfikacji są Rosenborg i LSK Kvinner, którzy zdobyły po 7 tytułów mistrzowskich.
Stan na 31.12.2023.
| Lp. | Klub         | Miejsca na podium | Miejsca na podium | Miejsca na podium | Zwycięskie sezony                        |   |   |                                          |
| --- | ------------ | ----------------- | ----------------- | ----------------- | ---------------------------------------- | - | - | ---------------------------------------- |
| Lp. | Klub         | 1.                | Rosenborg         | 7                 | Zwycięskie sezony                        | 9 | 4 | 1994, 1995, 1996, 1997, 2000, 2001, 2003 |
| 2.  | LSK Kvinner  | 7                 | 5                 | 2                 | 2012, 2014, 2015, 2016, 2017, 2018, 2019 |   |   |                                          |
| 3.  | Asker        | 6                 | 6                 | 6                 | 1988, 1989, 1991, 1992, 1998, 1999       |   |   |                                          |
| 4.  | Røa          | 5                 | 1                 | 2                 | 2004, 2007, 2008, 2009, 2011             |   |   |                                          |
| 5.  | Sprint/Jeløy | 4                 | 3                 | 2                 | 1984, 1986, 1990, 1993                   |   |   |                                          |
| 6.  | Kolbotn      | 3                 | 3                 | 4                 | 2002, 2005, 2006                         |   |   |                                          |
| 7.  | Vålerenga    | 3                 | 2                 | 0                 | 2020, 2023, 2024                         |   |   |                                          |
| 8.  | Stabæk       | 2                 | 4                 | 2                 | 2010, 2013                               |   |   |                                          |
| 9.  | Brann        | 2                 | 1                 | 2                 | 2021, 2022                               |   |   |                                          |
| 10. | Klepp        | 1                 | 2                 | 6                 | 1987                                     |   |   |                                          |
| 11. | Nymark       | 1                 | 0                 | 1                 | 1985                                     |   |   |                                          |
| 12. | Avaldsnes    | 0                 | 3                 | 1                 |                                          |   |   |                                          |
| 13. | Troll        | 0                 | 1                 | 0                 |                                          |   |   |                                          |
| 14. | Arna-Bjørnar | 0                 | 0                 | 5                 |                                          |   |   |                                          |
| 15. | Fløya        | 0                 | 0                 | 2                 |                                          |   |   |                                          |
| 16. | Grand Bodø   | 0                 | 0                 | 1                 |                                          |   |   |                                          |

### Klasyfikacja według miast
Siedziby klubów: Stan na 31.12.2023.
| Miasto     | Liczba tytułów | Drużyny                |
| ---------- | -------------- | ---------------------- |
| Oslo       | 7              | Røa (5), Vålerenga (2) |
| Lillestrøm | 7              | LSK Kvinner (7)        |
| Trondheim  | 7              | Rosenborg (7)          |
| Asker      | 6              | Asker (6)              |
| Moss       | 4              | Sprint/Jeløy (4)       |
| Bergen     | 3              | Brann (2), Nymark (1)  |
| Sofiemyr   | 3              | Kolbotn (3)            |
| Bærum      | 2              | Stabæk (2)             |
| Kleppe     | 1              | Klepp (1)              |

## Uczestnicy
Są 75 zespołów, które wzięli udział w 41 ligowych sezonach Mistrzostw Norwegii, które były prowadzone od 1984 aż do sezonu 2024 łącznie. Jedynie LSK i Rosenborg były zawsze obecni w każdej edycji.
Pogrubione zespoły biorące udział w sezonie 2023/24.
- 41 razy: LSK Kvinner (Setskog-Høland, Team Strømmen), Rosenborg (Trondheims-Ørn)
- 37 razy: Klepp
- 34 razy: Brann (Sandviken)
- 29 razy: Kolbotn
- 28 razy: Arna-Bjørnar (Ådnamarka)
- 24 razy: Asker
- 22 razy: Røa
- 15 razy: Stabæk
- 13 razy: Fløya, Sprint/Jeløy, Vålerenga
- 12 razy: Grand Bodø
- 11 razy: Avaldsnes, Bøler
- 10 razy: Amazon Grimstad (Jerv, Amazon)
- 8 razy: Jardar
- 7 razy: IL i BUL, Kattem, Lyn, Medkila
- 5 razy: Athene Moss, Haugar, Skedsmo
- 4 razy: Byåsen, Donn, Heimdal, Larvik (Halsen, Nanset), Liungen, Troll, Vard, Verdal
- 3 razy: Alvdal, Åsane, Fart, Moelven, Nymark, Sunndal, Viking
- 2 razy: Fyllingen, Kaupanger, Kvik, Linderud-Grei, Namsos, Nessegutten, Nybergsund, Skjold, Skudenes, Sund, Surnadal, Tolga
- 1 raz: Alta, Bossekop, Folldal, Fonna, Fortuna Ålesund (Guard), Frei, Gjelleråsen, Hakadal, Heimhug, Høland, Karnes, Mathopen, Molde, Radar, Samnanger, Sandnessjøen, Skarp, Skidar, Spjelkavik, TIL 2020, Trondenes, Ulfstind, Urædd (Bamble), Vindbjart.